# Rejon dnowski
Rejon dnowski (ros. Дновский район) – jednostka administracyjna wchodząca w skład obwodu pskowskiego w Rosji.
Centrum administracyjnym rejonu jest miasto Dno, a główne rzeki to Szełoń, Połonka, Luta, Biełka i Dubienka. Centra administracyjne wiejskich osiedli to osady: Wyskodź i Iskra.